# 管紹寧
管紹寧（1583年—1645年），字幼承，一字谧如，号诚斋，南直隸武進縣（今常州市武進區）人，明朝末年官员、探花。

## 生平
生万历十一年癸未（1583年），萬曆四十年（1612年）壬子科應天鄉試舉人，崇祯元年（1628年），登一甲第三名进士，授翰林院編修。壬申纂修实录充經筵日講官，甲戌分考会试，戊寅升右春坊兼南京國子監司業，掌祭酒事，辛巳以詹事府少詹事掌南京翰林院事，優遊两载，寻召纂修，未赴。甲申之變，崇禎帝自盡后，南明福王在南都金陵監國，管紹寧拜礼部右侍郎行尚书事。与時相馬士英多忤，遂引疾归里。
清軍破南都后，顺治二年（1645）閏六月二十九日，管紹寧因与清常州知府宗灏有仇，遂以拒絕剃髮令而全家被殺。只遗一孙滋琪，年甫三岁，为家仆帶出逃亡而免一難。其夫人董氏、三子管鉉、管键、管鐩一门四十余口俱死之。從兄管绍恂，崇禎甲戌武进士，亦遇害。從弟管绍恒，被下狱刑讯孤子滋琪所在，終不言，三閲月始得释，寻悒悒致疾卒。同时遇害的还有太常少卿杨兆升一家。